# جان دي فريس
جان دي فريس (2 مارس 1896 زفوله هولندا - 19 أبريل 1939 لاهاي هولندا) هو لاعب كرة قدم هولندي سابق كان يلعب كلاعب وسط، شارك في الألعاب الأولمبية الصيفية 1924.

## وصلات خارجية
- جان دي فريس على موقع اللجنة الأولمبية الدولية (الإنجليزية)
- جان دي فريس على موقع أوليمبيديا (الإنجليزية)